# 50. ceremonia wręczenia nagród David di Donatello
50. ceremonia wręczenia włoskich nagród filmowych David di Donatello odbyła się 29 kwietnia 2005 roku w Rzymie.

## Laureaci i nominowani
Laureaci nagród wyróżnieni są wytłuszczeniem.

### Najlepszy film
- Skutki miłości (Le conseguenze dell'amore, reż. Paolo Sorrentino)
- Skradzione dzieciństwo (Certi bambini, reż. Andrea i Antonio Frazzi)
- Klucze do domu (Le chiavi di casa, reż. Gianni Amelio)
- Święte serce (Cuore sacro, reż. Ferzan Ozpetek)
- Kilka słów o miłości (Manuale d'amore, reż. Giovanni Veronesi)

### Najlepszy debiutujący reżyser
- Saverio Costanzo - Private
- Paolo Franchi - Podglądaczka (La spettatrice)
- David Grieco - Evilenko
- Stefano Mordini - Mechaniczna prowincja (Provincia meccanica)
- Paolo Vari i Antonio Bocola - Fame chimica

### Najlepszy reżyser
- Paolo Sorrentino - Skutki miłości (tytuł oryg. Le conseguenze dell'amore)
- Gianni Amelio - Klucze do domu (tytuł oryg. Le chiavi di casa)
- Davide Ferrario - Dopo mezzanotte
- Andrea i Antonio Frazzi - Skradzione dzieciństwo (tytuł oryg. Certi bambini)
- Ferzan Ozpetek - Święte serce (tytuł oryg. Cuore sacro)

### Najlepszy scenariusz
- Paolo Sorrentino - Skutki miłości (tytuł oryg. Le conseguenze dell'amore)
- Gianni Amelio, Sandro Petraglia i Stefano Rulli - Klucze do domu (tytuł oryg. Le chiavi di casa)
- Gianni Romoli i Ferzan Özpetek - Święte serce (tytuł oryg. Cuore sacro)
- Davide Ferrario - Dopo mezzanotte
- Ugo Chiti, Giovanni Veronesi - Kilka słów o miłości (tytuł oryg. Manuale d'amore)

### Najlepszy producent
- Rosario Rinaldo - Skradzione dzieciństwo (tytuł oryg. Certi bambini)
- Aurelio De Laurentiis - Kilka słów o miłości (tytuł oryg. Manuale d'amore)
- Davide Ferrario - Dopo mezzanotte
- Elda Ferri - W biały dzień (tytuł oryg. Alla luce del sole)
- Domenico Procacci i Nicola Giuliano - Skutki miłości (tytuł oryg. Le conseguenze dell'amore)

### Najlepsza aktorka
- Barbora Bobulova - Święte serce (Cuore sacro)
- Sandra Ceccarelli - Życie, o jakim marzę (La vita che vorrei)
- Valentina Cervi - Mechaniczna prowincja (Provincia meccanica)
- Maria De Medeiros - Il resto di niente
- Maya Sansa - L'amore ritrovato

### Najlepszy aktor
- Toni Servillo - Skutki miłości (tytuł oryg. Le conseguenze dell'amore)
- Stefano Accorsi - Mechaniczna prowincja (Provincia meccanica)
- Giorgio Pasotti - Dopo mezzanotte
- Kim Rossi Stuart - Klucze do domu (tytuł oryg. Le chiavi di casa)
- Luca Zingaretti - W biały dzień (tytuł oryg. Alla luce del sole)

### Najlepsza aktorka drugoplanowa
- Margherita Buy - Kilka słów o miłości (tytuł oryg. Manuale d'amore)
- Erika Blanc - Święte serce (tytuł oryg. Cuore sacro)
- Lisa Gastoni - Święte serce (tytuł oryg. Cuore sacro)
- Giovanna Mezzogiorno - Miłość powraca (tytuł oryg. L'amore ritorna)
- Galatea Ranzi - Życie, o jakim marzę (tytuł oryg. La vita che vorrei)

### Najlepszy aktor drugoplanowy
- Carlo Verdone - Kilka słów o miłości (tytuł oryg. Manuale d'amore)
- Johnny Dorelli - Ma quando arrivano le ragazze?
- Silvio Muccino - Kilka słów o miłości (tytuł oryg. Manuale d'amore)
- Raffaele Pisu - Skutki miłości (tytuł oryg. Le conseguenze dell'amore)
- Fabio Troiano - Dopo mezzanotte

### Najlepsze zdjęcia
- Luca Bigazzi - Skutki miłości (tytuł oryg. Le conseguenze dell'amore)
- Tani Canevari - Kilka słów o miłości (tytuł oryg. Manuale d'amore)
- Arnaldo Catinari - Życie, o jakim marzę (tytuł oryg. La vita che vorrei)
- Dante Cecchin - Dopo mezzanotte
- Gianfilippo Corticelli - Święte serce (tytuł oryg. Cuore sacro)

### Najlepsza muzyka
- Riz Ortolani - Ma quando arrivano le ragazze?
- Paolo Buonvino - Kilka słów o miłości (tytuł oryg. Manuale d'amore)
- Pasquale Catalano - Skutki miłości (tytuł oryg. Le conseguenze dell'amore)
- Andrea Guerra - Święte serce (tytuł oryg. Cuore sacro)
- Franco Piersanti - Klucze do domu (tytuł oryg. Le chiavi di casa)

### Najlepsza piosenka
- Christmas in Love w wykonaniu Tony Renis z filmu Christmas in love
- Fame chimica w wykonaniu Luca Persico z filmu Fame chimica)
- Gioa e rivoluzione w wykonaniu Afterhours z filmu Lavorare con lentezza)
- Manuale d'amore, w wykonaniu Paolo Buonvino z filmu Kilka słów o miłości (tytuł oryg. Manuale d'amore)
- Ma quando arrivano le ragazze?, w wykonaniu Riz Ortolani z filmu Ma quando arrivano le ragazze?

### Najlepsza scenografia
- Andrea Crisanti - Święte serce (tytuł oryg. Cuore sacro)
- Giancarlo Basili - L'amore ritrovato
- Francesca Bocca - Dopo mezzanotte
- Marco Dentici - Życie, o jakim marzę (tytuł oryg. La vita che vorrei)
- Beatrice Scarpato - Il resto di niente

### Najlepsze kostiumy
- Daniela Ciancio - Il resto di niente
- Maria Rita Barbera - Życie, o jakim marzę (tytuł oryg. La vita che vorrei)
- Catia Dottori - Święte serce (tytuł oryg. Cuore sacro)
- Gianna Gissi - L'amore ritrovato
- Gemma Mascagni - Kilka słów o miłości (tytuł oryg. Manuale d'amore)

### Najlepszy montaż
- Claudio Cutry - Skradzione dzieciństwo (tytuł oryg. Certi bambini)
- Claudio Cormio - Dopo mezzanotte
- Claudio Di Mauro - Kilka słów o miłości (tytuł oryg. Manuale d'amore)
- Giogiò Franchini - Skutki miłości (tytuł oryg. Le conseguenze dell'amore)
- Patrizio Marone - Święte serce (tytuł oryg. Cuore sacro)
- Simona Paggi - Klucze do domu (tytuł oryg. Le chiavi di casa)

### Najlepszy dźwięk
- Alessandro Zanon - Klucze do domu (tytuł oryg. Le chiavi di casa)
- Mario Dallimonti - W biały dzień (tytuł oryg. Alla luce del sole)
- Gaetano Carito i Pierpaolo Merafino - Kilka słów o miłości (tytuł oryg. Manuale d'amore)
- Marco Grillo - Święte serce (tytuł oryg. Cuore sacro)
- Daghi Rondanini Emanuele Cecere - Skutki miłości (tytuł oryg. Le conseguenze dell'amore)

### Najlepsze efekty specjalne
- Grande Mela - Dopo mezzanotte
- Paola Trisoglio i Stefano Marinoni - W biały dzień (tytuł oryg. Alla luce del sole)
- Proxima - Miłość powraca (tytuł oryg. L'amore ritorna)
- E.D.I.: Pasquale Croce e Roberto Mestroni - Kryształowe oczy (tytuł oryg. Occhi di cristallo)
- Apocalypse - I tre volti del terrore

### Najlepszy film dokumentalny
- Un silenzio particolare (reż. Stefano Rulli)
- I dischi del sole (reż. Luca Pastore)
- In viaggio con Che Guevara (reż. Gianni Minà)
- Passaggi di tempo - Il viaggio di Sonos 'e Memoria (reż. Gianfranco Cabiddu)
- I ragazzi della Panaria (reż. Nello Correale)

### Najlepszy film krótkometrażowy
- Aria (reż. Claudio Noce)
- Lotta libera (reż. Stefano Viali)
- Mio fratello Yang (reż. Massimiliano i Gianluca De Serio)
- O' guarracino (reż. Michelangelo Fornaro)
- Un refolo (reż. Giovanni Arcangeli)

### Najlepszy film Unii Europejskiej
- W stronę morza (tytuł oryg. Mar adentro, reż. Alejandro Amenábar)
- Pan od muzyki (tytuł oryg. Les choristes, reż. Christophe Barratier)
- Kupiec wenecki (tytuł oryg. The Merchant of Venice, reż. Michael Radford)
- Vera Drake (reż. Mike Leigh)
- Głową w mur (tytuł oryg. Gegen die Wand, reż. Fatih Akin)

### Najlepszy film zagraniczny
- Za wszelką cenę (tytuł oryg. Million Dollar Baby, reż. Clint Eastwood)
- 2046 (reż. Wong Kar-wai)
- Pusty dom (tytuł oryg. Binjip, reż. Kim Ki-duk)
- Hotel Ruanda (tytuł oryg. Hotel Rwanda, reż. Terry George)
- Ray (reż. Taylor Hackford)

### Nagroda David Giovani
- W biały dzień - (tytuł oryg. Alla luce del sole, reż. Roberto Faenza)

### Premio Piemonte Torino Olimpica
- Skradzione dzieciństwo (tytuł oryg. Certi bambini reż. Andrea i Antonio Frazzi)

### Nagroda David Speciale
- Carlo Azeglio Ciampi
- Tom Cruise
- Mario Monicelli
- Dino Risi
- Cecchi Gori Group